# Repište (Vladičin Han)
Repište (em cirílico: Репиште) é uma vila da Sérvia localizada no município de Vladičin Han, pertencente ao distrito de Pčinja, na região de Južno Pomoravlje. A sua população era de 205 habitantes segundo o censo de 2011.

## Demografia
| 1948 | 1953 | 1961 | 1971 | 1981 | 1991 | 2002 | 2011 |
| ---- | ---- | ---- | ---- | ---- | ---- | ---- | ---- |
| 984  | 968  | 883  | 733  | 600  | 481  | 344  | 205  |